# Кордильєра-Сентраль (Колумбія)
Кордильєра-Сентраль (ісп. Cordillera Central — «Центральний хребет») — одна з трьох великих гілок, на які розпадаються Анди на території Колумбії (інші: Кордильєра-Оксиденталь і Кордильєра-Орієнталь), що простягається з півдня на північ від Нудо-де-Альмаґер в департаменті Каука до Серранія-де-Сан-Луїс в департаменті Болівар. Із заходу та сходу хребет оточують долини річок Каука і Маґдалена відповідно. У хребті знаходяться кілька вулканів, зокрема Невадо-дель-Руїс, Санта-Ісабель, Невадо-дель-Уїла і Невадо-дель-Толіма.
| Колумбія | Це незавершена стаття з географії Колумбії. Ви можете допомогти проєкту, виправивши або дописавши її. |

5°00′ пн. ш. 75°00′ зх. д. / 5.000° пн. ш. 75.000° зх. д.